# (1062) Ljuba
(1062) Ljuba es un asteroide perteneciente al cinturón de asteroides descubierto el 11 de octubre de 1925 por Serguéi Ivánovich Beliavski desde el observatorio de Simeiz en Crimea.
Está nombrado en honor de la paracaidista rusa Liuba Berlin (1915-1936).